# Love, Snow and Ice
Love, Snow and Ice è un cortometraggio muto del 1915 diretto da Wally Van Norstrand Wally Van.

## Produzione
Il film fu prodotto dalla Vitagraph Company of America (come Broadway Star Features).

## Distribuzione
Distribuito dalla General Film Company, il film - un cortometraggio in tre bobine - uscì nelle sale cinematografiche statunitensi l'8 giugno 1915.